# Phrissomidius guineensis
Phrissomidius guineensis là một loài bọ cánh cứng trong họ Cerambycidae.